# 八木忠男
八木 忠男（やぎ ただお、1946年（昭和21年）9月6日 - ）は、日本の政治家、元愛知県愛西市長（2期）。

## 来歴
愛知県立津島商工高等学校（現・愛知県立津島北高等学校）卒。愛知県海部郡佐織町長を3期務め、町長在職中に近隣の佐屋町、立田村、八開村との合併を協議し、合併が成立。2005年に愛西市が発足した。合併後の市長選挙に立候補し、民主党の推薦を受け、旧佐屋町長と元愛西市議会議員の2人を破って初当選した。2009年の選挙でも「斎場や給食センター早期完成」を訴え、元市議ら2人を破って再選した。市長を2期務め、2013年に退任した。